# 굴암돈대
굴암돈대(屈岩墩臺)는 인천광역시 강화군 양도면 하일리에 있는 조선시대의 돈대이다. 1999년 3월 29일 인천광역시의 기념물 제39호로 지정되었다.

## 개요
돈대는 적의 움직임을 살피거나 공격에 대비하기 위해서 영토 내 접경지역 이나, 해안지역의 감시가 쉬운 곳에 마련해 두는 초소이다. 대개 높은 평지에 쌓아두는데, 밖은 성곽을 높게 하고, 안은 낮게 하여 포를 설치해 두는 시설물이다.
정포보 소속의 이 돈대는 타원형에 가까운 형태로, 포를 설치해 두기 위한 포좌를 4곳에 설치하였다.
조선 숙종 5년(1679) 윤이제가 강화유수로 재임해 있을 때, 병조판서 김석주의 명을 받아 쌓아놓은 것이라고 전한다.

## 참고 자료
- 굴암돈대 - 국가유산청 국가유산포털